# III. Geschwader
Pour les articles homonymes, voir 3e escadre.
III. Geschwader (Escadre III en français) est une unité militaire de la Hochseeflotte, la flotte de haute mer de la Kaiserliche Marine (marine impériale allemande), avant et pendant la Première Guerre mondiale. Elle prend part à la Première Guerre mondiale et notamment la bataille du Jutland, où elle forme l'avant de la ligne allemande.